# Skilzerivier
De Skilzerivier (Zweeds: Skilzejåkka of Skilžejohka) is een rivier die stroomt in de Zweedse  gemeente Kiruna. De Skilzerivier ontvangt haar water van de berghellingen van een plateau van hoger dan 700 meter. Ze stroomt naar het zuiden en levert haar water in bij de Vassirivier. Ze is ongeveer 12 kilometer lang.
Afwatering: Skilzerivier → Vassirivier → Birtimesrivier → (Vittangimeer) → Vittangirivier → Torne → Botnische Golf